# Blade Alley
Pour les articles homonymes, voir Blade et Alley.
Blade Alley est un jeu vidéo sorti en 1983 de type shoot em up pour ordinateur ZX Spectrum 48 K, édité par l'entreprise Personal Software Services. Le jeu est également nommé 3D-Ravijn.

## Description
Blade Alley est un jeu de tir basique qui vous place dans un vaisseau spatial.
Le but du jeu est de tirer sur tout ce qui bouge et si ça ne bouge pas, de tirer quand même.

## Réception
Robin Candy du magazine Crash écrit en 1985, que de tous les premiers jeux en 3D, « Blade Alley est le meilleur ». Les graphismes sont bons mais « un peu ennuyeux comparés à ceux de Knight Lore et Star Strike ». Il trouve le son assez bon. En ce qui concerne la jouabilité, « la chose la plus difficile à faire dans Blade Alley est d'aligner votre vaisseau avec les ennemis pour leur tirer dessus, mais une fois que vous avez maîtrisé cela, il n'y a pas grand chose à faire dans ce jeu ».
Selon Ben Stone du même magazine en 1985, « L'effet 3D est assez bon, mais il n'est pas comparable aux jeux 3D plus récents comme Star Strike et Darkstar ».